# Безен Гаро
Безен Гаро (фр. Bezins-Garraux) насеље је и општина у јужној Француској у региону Миди Пирене, у департману Горња Гарона која припада префектури Сен Годан.
По подацима из 2011. године у општини је живело 46 становника, а густина насељености је износила 5,97 становника/km². Општина се простире на површини од 7,71 km². Налази се на средњој надморској висини од 711 метар (максималној 1.788 m, а минималној 568 m).

## Демографија
| 1962. | 1968. | 1975. | 1982. | 1990. | 1999. | 2011. |
| ----- | ----- | ----- | ----- | ----- | ----- | ----- |
| 21    | 47    | 44    | 38    | 46    | 39    | 46    |

График промене броја становника у току последњих година